# Avadana
Avadāna (en sánscrito cognado en pali: Apadāna) es el nombre que recibe un tipo de literatura budista que habla sobre las acciones de las vidas pasadas y su relación con los eventos de las vidas siguientes.
Mientras incluyen referencias del idioma pali como el Vinaya Pitaka (Canasta de la disciplina), esta literatura incluye un gran número de obras en sánscrito de las cuales las más importantes son El gran libro (el Mahāvastu de Mahāsaṅghika), el Centenar de leyendas (El Avadanasataka de Sarvāstivāda) y la Leyenda del paraíso (el Divyavadana). Estas colecciones tardías incluyen referencias al Buda Gautama y a Asoka, fechadas en el siglo III a. C.
Aunque más tardías que el resto de libros canónicos budistas, son veneradas por los budistas ortodoxos y ocupan la misma posición en el budismo que los Puranas en el brahmanismo.